# Лямбирь (авиабаза)
Лямбирь — военно-воздушная база в России, расположенная в 12 километрах к северу от Саранска, около одноимённого села Лямбирь.

## Сведения
Был построен в советское время. На территории базировались эскадрильи МИ-8, МиГ −17 и Л-29, а также располагался Учебный Авиационный Центр ДОСААФ.
На 2023 год, по снимкам Google Earth аэродром пуст, за исключением нескольких небольших одномоторных пропеллерных самолётов.